# Lydella striatalis
Lydella striatalis là một loài ruồi trong họ Tachinidae.